# Тридцать случаев майора Земана
«Тридцать случаев майора Земана» (чеш. Třicet případů majora Zemana) — чехословацкий детективный многосерийный телевизионный художественный фильм, рассказывающий об офицере Корпуса национальной безопасности Яне Земане и его непримиримой и полной опасностей борьбе против врагов социалистического чехословацкого государства.
Фильм является отражением послевоенной истории Чехословакии. Он охватывает промежуток времени длиной почти тридцать лет. Каждому году соответствует какое-то одно, особенно запомнившееся Земану дело.
Премьера фильма была приурочена к тридцатилетию Корпуса национальной безопасности. Фильм был призван защищать и популяризировать деятельность органов безопасности социалистической Чехословакии и осветить деятельность противников социалистического строя, для чего в фильме были задействованы самые знаменитые и любимые актёры чехословацкого кино и телевидения.

## Сюжет
Молодой чешский рабочий Ян Земан возвращается в 1945 году из концлагеря. Он хочет найти тех, кто выдал его гестапо в 1942 году. Так начинается его служба в органах безопасности, которая продлится почти тридцать лет. В сороковые годы Земан борется с недобитыми фашистскими приспешниками, стремящимися уничтожить в зародыше новое, народное государство, в пятидесятые — с кулаками и противниками коллективизации, в шестидесятые — с остатками фашистской агентуры, перешедшими на службу западных разведок, а в семидесятые годы майор Земан героически борется с диссидентами. Есть серия и о событиях Пражской весны 1968 года.

## Список серий

### 1 серия. Смерть у озера
Оригинальное название: Smrt u jezera 

Продолжительность 59 минут 

1945 год. Ян Земан возвращается из концлагеря. В родной деревне его радостно встречают все, кроме родного отца, которого убивают во время сельского праздника. Земан вместе с отцовскими коллегами ищет убийцу отца и того, кто выдал его гестаповцам.

### 2 серия. Исповедники огня
Оригинальное название: Vyznavači ohně 

Продолжительность 51 минута 

1946 год. После окончания курсов Корпуса национальной безопасности стажёр Ян Земан направляется на службу в маленький пограничный городок Катеринина Гора. Там он борется против подпольной организации эсэсовцев, скрывающихся под видом группы душевнобольных.

### 3 серия. Кража сладкого «и»
Оригинальное название: Loupež sladkého «I» 

Продолжительность 55 минут 

1947 год. Пользуясь послевоенной неразберихой, процветает торговля на чёрном рынке. Появились такие торговцы и в Катерининой Горе, где они подпольно торгуют инсулином. Органы безопасности начинают расследование после пропажи ампул с инсулином из машины скорой помощи. Под подозрением молодой шофёр Иржи Градец.

### 4 серия. Рубиновые кресты
Оригинальное название: Rubínové kříže 

Продолжительность 54 минуты 

1947 год. Земан выдаёт себя за бывшего сотрудника УПА и пытается помешать скрывающимся в Чехословакии
бандеровцам перейти границу.

### 5 серия. Охота на лисицу
Оригинальное название: Hon na lišku

Продолжительность 56 минут 

1948 год. В районное отделение Корпуса национальной безопасности присылают нового начальника — надпоручика (старшего лейтенанта) Павла Благу. Меж тем в городе назревают волнения перед февральскими событиями и многим ещё предстоит сделать выбор — за кого они? Старший вахмистр Земан и стажёр и радиолюбитель Лойза Бартик пытаются, помимо прочего, прекратить деятельность вражеской радиостанции. Да и новый начальник ведёт себя странно…

### 6 серия. Изверги
Оригинальное название: Bestie 

Продолжительность 62 минуты 

1949 год. Многие бегут или пытаются бежать из Чехословакии после Февральских событий 1948 года. Подпоручик Земан пытается выйти на след банды, которая заманивает в лесную чащу возле границы подобных нелегальных эмигрантов и там их грабит и убивает. Серия основана на реальном деле Губерта Пильчика.

### 7 серия. Гравюра на меди
Оригинальное название: Mědirytina 

Продолжительность 65 минут 

1950 год. Земан ищет изготовителей фальшивых продовольственных карточек и обследует рынки Праги. На рынке он замечает девушку по имени Лида, у которой несколько карточек на мясо. Он начинает за ней следить, чтобы выяснить откуда у неё, обычной учительницы, столько продовольственных карточек. Но постепенно он влюбляется в подозреваемую. Улики приводят его к продавщице с того самого рынка, но обыск ничего не даёт. Но когда он уже собирается уходить, то случайно замечает, что болты таблички на входной двери недавно откручивали. На обратной стороне таблички он обнаруживает клише для изготовления фальшивых продовольственных талонов.

### 8 серия. Страх
Оригинальное название: Strach 

Продолжительность 56 минут 

1951 год. Совершено нападение на отделение полиции в пригороде Праги, обчищен арсенал, убит дежурный и угнана машина «скорой помощи». Земан пытается найти убийц.

### 9 серия. Корабль до Гамбурга
Оригинальное название:  Loď do Hamburku 

Продолжительность 66 минут 

1952 год. Земан и Иржи Градец (бывший шофёр «скорой помощи», а теперь офицер контрразведки) пытаются выследить пути контрабанды лекарств из Чехословакии в Западную Германию. В ходе этого дела Земан сталкивается со своим давним врагом — бывшим надпоручиком Павлом Благой.

### 10 серия. Убийца скрывается в поле
Оригинальное название: Vrah se skrývá v poli 

Продолжительность 63 минуты 

1953 год. Уже месяц ходит «красный петух» вокруг деревни Планице. Горят стога, амбары, коровники. Земан приезжает, чтобы найти поджигателя. Но вскоре становится ясно, что дело куда серьёзнее, чем казалось сначала. Земан встречает в деревне Бланку и её мужа Карела Мутла. Их совместная жизнь в разладе, Карел пьёт и хочет вернуться в город на фабрику. Причиной этому то, что у них несколько лет назад родился мертворождённый ребёнок. Бандиты во главе с лесником совершают нападение на их дом, но Карел дат им отпор. Пережитая опасность снова сближает супругов. Один из бандитов, скрывающийся в доме у священника, случайно подслушивает его разговор с Бланкой, и узнаёт, что в школе собрался партийный актив. Он решает совершить нападение на школу со своими сообщниками. Раненный бандит, которого милиция арестовывает в доме лесника, выдаёт священника, но уже поздно — бандиты совершают нападение на школу и убивают активистов, в том числе и мужа Бланки. Они пытаются уйти через пшениничные поля, но их обнаруживают милиционеры и идут цепью по полю.

### 11 серия. Исчезнувший конверт
Оригинальное название: Křížová cesta 

Продолжительность 78 минут 

1954 год. Западная разведслужба забрасывает на территорию Чехословакии опытного агента бывшего подпоручика Благу.

### 12 серия. Клещи
Оригинальное название: Kleště 

Продолжительность 73 минуты 

1955 год. Контрразведка продолжает следить за Благой, который пытается создать шпионскую сеть на территории Чехословакии. В операции активно участвует и Земан.

### 13 серия. Рассказ о скромной пани
Оригинальное название: Romance o nenápadné paní 

Продолжительность 70 минут 

1956 год. Жена Земана Лида просит его помочь матери одной из своих учениц, работающую продавцом билетов на железнодорожном вокзале. Женщину ложно обвинили в растрате 18 с половиной тысяч крон.

### 14 серия. Последний шанс
Оригинальное название: Konec velké šance 

Продолжительность 79 минут 

1957 год. Сжимается кольцо вокруг Благи. Заболевший воспалением лёгких, он связывается через Ганку Бизову, работающую моделью в доме мод «Элегант», с Арнольдом Гаклом, предпринимателем, занимающимся экспортом тканей из Чехословакии. Гакл оставляет Благу на пустующей даче своего знакомого, но Блага уходит оттуда. На шоссе он теряет сознание и его подбирает немолодая женщина, проезжавшая мимо на автомобиле. Она отвозит Благу к себе домой. Выздоровев, Блага пытается через Бизову установить контакт с Гаклом, но это у него не получается, и тогда он даёт Гаклу телеграмму. С этого момента он опять оказывается в поле зрения контрразведки, но после его встречи с Гаклом, где тот сообщает ему, как уехать из Чехословакии, контрразведка снова его упускает. Напоследок Блага хочет отомстить Земану. Он следит за Земаном и Лидой, гуляющими в парке. В последний момент Лида заслоняет собой Земана и Блага смертельно ранит её. Действия контрразведки заставляют резидента англичан Арнольда Гакла и его любовницу Ганку Бизову тайно бежать из Чехословакии в фургоне и контрразведка позволяет им это сделать для того, чтобы выявить до конца связи Гакла с западными спецслужбами.

### 15 серия. Секрет фокстерьера
Оригинальное название:  Kvadratura ženy

Продолжительность 73 минуты 

1958 год. После гибели Лиды Земан впал в затяжную депрессию. Качество его работы резко упало. Так продолжалось до тех пор, пока смотритель плотин не обнаружил у опоры плотины мешок с изуродованным телом женщины. Выйти на след убийцы помогла шерсть фокстерьера, обнаруженная на шторе, в которую было завёрнуто тело.

### 16 серия. Дама с гербом
Оригинальное название: Dáma s erbem 

Продолжительность 68 минут 

1959 год. Земан расследует ограбление замка, совершённое одним из работников ювелирного предприятия и погибшем при этом. Представительница аристократического рода фон Лаувиц, владевших до войны в Чехии замками и поместьями, Екатерина, присвоившая в 1944 г. документы погибшей во время бомбёжки работницы фабрики, и работающая теперь в Праге в ювелирной мастерской «Юпитер», выполняющей заказы на экспорт, вступает в сговор с цирковым трио Катини из Австрии, которые, пользуясь своими альпинистскими навыками, совершают кражи портретов из родовых замков, превращённых в послевоенной Чехословакии в музеи.

### 17 серия. Проклятое наследство
Оригинальное название: Proklaté dědictví 

Продолжительность 87 минут 

1960 год. Ружена Фурманова попадает под поезд и при ней обнаруживают несколько тысяч крон из украденных во время ограбления почтовой машины в 1954 г. 380 тысяч. Расследование происшествия приводит Земана в Кладно, где его ждёт весьма неожиданная встреча. В рабочем общежитии шахтёров заведующей работает Бланка, переехавшая сюда после гибели мужа. Между ней и Земаном начинается сближение. Через собутыльника Ружены по кличке Медведь следствие выходит на Леднинку, с которым Медведь несколько лет назад сидел в тюрьме. Леднинка отдал Ружене на сохранение чемодан с украденными деньгами, сказав, что получил их в наследство от брата. Во время попойки один из приятелей Ружены украл деньги и спрятал их в металлический бидон на складе шахты. Деньги оказываются в шахте и Леднинка спускается за ними, но его обнаруживают рабочие и сообщают милиции. Когда Земан настигает Леднинку, тот стреляет из пистолета и происходит обвал. Леднинке придавило ноги и он, думая, что Земану уже не выбраться из шахты, рассказывает ему о деньгах в бидоне. Леднинка умирает, а рабочие и миллиционеры, разобрав завал, спасают Земана.

### 18 серия. Белые линии
Оригинальное название: Bílé linky 

Продолжительность 80 минут 

1961 год. Вновь появляются персонажи серии «Последний шанс». В управление госбезопасности Чехословакии от агентов из разных мест Западной Европы поступают сведения о готовящейся акции английских спецслужб под названием «Белые лилии». Земана, отправляющегося в Берлин на конференцию криминалистов, просят передать инструкции агенту госбезопасности, которым оказывается старый знакомый Земана Градец. В поезде Земан узнаёт, что «Белые лилии» — это варьете в Западном Берлине. Хозяином варьете является бежавший из Чехословакии Арнольд Гакл. Градец приходит на встречу с агентом, которым оказывается Ганка Бизова, любовница Гакла. Но за ней следят люди Гакла и когда Градец появляется в «Белых лилиях», его опознают и потом избивают в метро. Швейцаром в варьете работает польский эмигрант, который соглашается сфотографировать списки из сейфа Гакла и передать их Градецу за 30 тысяч марок. Это списки различных известных людей в Чехословакии, которых английские спецслужбы планируют втянуть в антигосударственную деятельность. Но швейцар не приходит в кафе на встречу с Градецом. Когда Градец выходит из кафе, на него нападают люди Гакла и везут его в «Белые лилии». Там оказывается избитый швейцар. В начавшейся драке швейцара тяжело ранят из пистолета, но он успевает сказать Градецу, что списки ему передадут. В тот момент, когда Градец выбегает из варьете, подъезжает машина с Гаклом и Ганкой. Градец выбивает у Гакла из руки пистолет и угоняет его машину вместе с Ганкой. Он хочет забрать её с собой в Восточный Берлин, но она отказывается. На следующий день сестра убитого швейцара передаёт администратору гостиницы, где остановился Грабец, «письмо» с переснятыми списками.

### 19 серия. Третья скрипка
Оригинальное название: Třetí housle 

Продолжительность 88 минут 

1962 год. Земан и Бланка решили пожениться. Чтобы свадьба прошла в узком кругу, они едут в курортный городок. В отеле «Амбассадор», где они отмечают это событие, проходит выставка породистых собак, на которую из Мюнхена приезжает Адольф Вольф, занимающийся незаконным обменом западногерманских марок на чехословацкие кроны. Он договорился встретиться со скрипачом из местного оркестра чтобы передать ему 8 тысяч крон в обмен на марки. Но молодой коллега скрипача Гайдош, ухаживающий за женой дирижёра Ластичкой и из ревности подсунувший магнитофон с микрофоном, узнаёт о предстоящем обмене и передаёт Вольфу старые кроны, изъятые из обращения после денежной реформы, о чём Вольф ещё не знает. Когда обман открывается, один из валютчиков, работающий в отеле массажистом, находит Гайдоша, и узнав, что у него остался целый чемодан старых денег, собирается поехать с ним в Прагу, чтобы использовать старые кроны для обмана иностранцев, но случайно наткнувшись на Земана, с которым они «старые знакомые» ещё по Праге, в страхе скрывается, угнав Шкоду полковника Павласека. А метродотель Майер, тоже замешанный в этом деле, идёт к веселящимся новобрачным с футляром от скрипки с 8 тысячами марок и во всём признаётся, рассчитывая на чистосердечное признание. Свадьба превращается в расследование, и Земан говорит Бланке: «Надеюсь, ты теперь понимаешь, за кого вышла замуж».

### 20 серия. Синие огни
Оригинальное название: Modrá světla 

Продолжительность 89 минут 

1963 год. В сети «Белых лилий» попадает чешский журналист-международник Иво Голан. Арнольд Гакл предлагает ему перевезти из Праги копии секретных документов последних научных разработок. Документы ему должна передать его любовница Глотова, работающая секретаршей в Академии наук. Одновременно с Гаклом Голан встречает в варьете Ганку Бизову и предлагает ей уехать с ним в Рио-де-Жанейро после того, как он получит деньги от Гакла. Ганка подсказывает ему место где он может получить вдвое больше денег от конкурента Гакла Фанты, который держит пансион на небольшом острове на севере ФРГ. Лготова приносит документы Голану, и он обещает ей помочь уехать, но после большой дозы снотворного и алкоголя Лготова умирает, а Голан уезжает с документами в ФРГ. Он договаривается с Ганкой, что она получит документы на почте и они передадут их Фанте после того, как он сведёт его с нужными людьми во Франкфурте. Фанта делает вид, что согласен, но по дороге завозит Голана в лес, и угрожая ему пистолетом, узнаёт пароль для получения документов, а потом сбрасывает Голана со скалы. На почте он следит за Ганкой, но его заметили человек Гакла Гонзик и агент чешской госбезопасности Ирка. Фанта нападает на Ганку в дюнах и отбирает документы. Ирка решает идти прямо в пансион Фанты, но Фанта уже убит Гонзиком. Приехавший из Берлина Гакл приходит в гостиницу, в которой остановилась Ганка, и показывает ей её сумку с документами. Они садятся в катер на пристани и уезжают, но вдова Фанты, бывшая надсмотрщица в нацистской тюрьме, едет по берегу и следит за ними. Из винтовки с оптическим прицелом она ранит Гакла и Ганку. Они падают в воду, и когда туда подъезжает на катере Ирка, они уже утонули. Ирка забирает документы из катера Гакла и возвращается в Чехословакию.

### 21 серия. Господин из Зальцбурга
Оригинальное название: Muž ze Salzburku 

Продолжительность 68 минут 

1964 год. Гражданин Австрии Руди Лоренц занимается нелегальной перевозкой в фургоне чехов и немцев из ГДР, мечтающих попасть на Запад. Бывший работник музея Горнак едет к нему на встречу, но разбивается. При нём обнаружены марки, представляющие большую ценность, которые были украдены из Почтового музея в 1961 г. Земан и Стейскал производят обыск на квартире Горнака, при этом присутствует его сосед, музыкант Эман Виммер, который вместе со своей женой тоже замешан в деле с марками. Они не знают, что Горнак погиб, и в страхе ожидают когда за ними придёт милиция. В записной книжке Горнака обнаруживают запись о предстоящей встрече в ресторане гостиницы «Париж». Земан идёт на встречу и представляется Лоренцу приятелем Горнака. Он сообщает Лоренцу, что Горнак погиб в катастрофе, но марки у него. Мать Горнака посещает дом, где он жил, и его сообщники узнают, что он погиб, а, значит, не выдаст их. Они пытаются предупредить Лоренца, но не успевают. Лоренц, за которым следит милиция, через свою любовницу, администратора гостиницы, передаёт записку дальнобойщику, который должен провезти их через границу. На следующий день Земан с копиями марок приходит на условленное место чтобы ехать с Лоренцом. Но Лоренц по дороге скрывается от машины с немцами из ГДР, которых он тоже должен был перевезти через границу, и завозит Земана к пруду. Он хочет убить Земана из пистолета, чтобы завладеть марками. В драке он оглушает Земана и спихивает в пруд машину с Земаном. Подоспевшие сотрудники госбезопасности вытаскивают Земана из пруда. Когда Лоренц приезжает на украденном мотоцикле к ожидающему его дальнобойщику и они собираются в путь, их арестовывают. В это время Бланка и Лидушка дома переживают из-за состояния Земана, и Лидушка впервые называет Бланку мамой.

### 22 серия. Татранская пастораль
Оригинальное название: Tatranské pastorále 

Продолжительность 83 минуты 

1965 год.

### 23 серия. С Новым годом
Оригинальное название: Šťastný a veselý 

Продолжительность 73 минуты 

1966 год.
Предновогодний вечер превращается для четы Земановых в расследование мошенничества в строительной организации, где работает Бланка, и убийства месячной давности, а их четырнадцатилетняя дочь Лидушка, оставшаяся одна дома, в отместку родителям приглашает домой некоего Мартина и сообщает об этом им по телефону, но в конце выясняется, что этот Мартин — пятилетний мальчик, живущий в том же доме.

### 24 серия. Клоуны
Оригинальное название: Klauni 

Продолжительность 81 минута 

1967 год. В ходе расследования покушения на жизнь певицы одного из пражских кабаре Земан знакомится с миром пражской диссидентствующей богемы, чьи художественные и политические взгляды вызывают у него неодобрение и настороженность. Среди свидетелей происшествия случайно оказываются его пятнадцатилетняя дочь Лидушка со своим одноклассником.

### 25 серия. Травля
Оригинальное название: Štvanice 

Продолжительность 82 минуты 

1968 год. В условиях начавшейся Пражской весны Земан подвергается нападкам и обвинениям со стороны правозащитников в участии в политических репрессиях начала 50-х гг., которые пытаются реабилитировать священника, укрывавшего одного из бандитов, убивших в здании школы в Планицах четырёх активистов, в том числе первого мужа Бланки в 1953 г. Прокурор Вышицкий перед самоубийством отправляет Калине прощальное письмо, за которым теперь охотятся прокурор и правозащитники. Полковник Калина вскоре умирает после того, как его отстранили от работы. Но Земан предъявляет это письмо на суде. Из письма явствует, что Вышицкого принуждали признать, что планицкое дело было якобы инспирировано органами безопасности.

### 26 серия. Колодец
Оригинальное название: Studna 

Продолжительность 78 минут 

1969 год. Ошельмованный и лишившийся своего поста Земан продолжает службу на мелкой полицейской должности. Вскоре он по просьбе друзей едет в посёлок неподалёку от Праги, где расследует случившееся там жестокое убийство зажиточной крестьянской семьи. Однако в ходе расследования выясняется, что помешавшийся от жадности старик крестьянин сам зарубил свою жену и покончил с собой, бросившись в колодец, а чудом выбравшийся из колодца их сын попал в психиатрическую клинику и выдумал несуществующего убийцу. По возвращении в Прагу Земан узнаёт о снятии Дубчека и своей реабилитации.

### 27 серия. Заложник в Белла Висте
Оригинальное название: Rukojmí v Bella Vista 

Продолжительность 87 минут 

1970 год. На одной из пражских автостоянок найден труп. Поначалу сотрудники пражского уголовного розыска не видят ничего необычного в этом деле. Однако некоторые нестыковки заставляют майора Земана обратиться за помощью в Управление госбезопасности. Проведенное контрразведчиками расследование выводит органы безопасности на след операции, проводимой западными разведками в Чехословакии и Чили. Старый друг Земана майор Иржи Градец отправляется в Южную Америку на корабле «Моравия».

### 28 серия. Послание из неизвестной страны
Оригинальное название: Poselství z neznámé země 

Продолжительность 83 минуты 

1971 год.
Бывшие нацисты держат захваченного ими в отеле Белла Виста майора Иржи Градеца на вилле рядом с археологическими раскопками в какой-то южноамериканской стране. Они хотят обменять его на документ тридцатилетней давности, в котором зашифрованы название одного из банков в Берне и номер счёта, на котором находятся огромные ценности. Работающий под видом инженера и радиста на раскопках агент кубинской разведки предлагает Градецу выкрасть совместными усилиями хранящиеся в сейфе на вилле документы, свидетельствующие о том, что операция по срыву поставок чехословацкого промышленного оборудования, которое перевозили в Чили на судне «Моравия», проводилась совместно с ЦРУ. Устроив мнимый пожар в джунглях и наняв за 5 тыс. долларов вертолёт, им это удаётся, но во время перестрелки Иржи Градеца тяжело ранят и он умирает в вертолёте.

### 29 серия. Мимикрия
Оригинальное название:  Mimikry 

Продолжительность 75 минут 

1972 год. Студентка химического факультета Ольга Галамкова погибает от передозировки наркотиков, которыми её «угостили» участники рок-группы «Мимикрия», к которым она пришла за магнитофонными записями после их концерта. Наркотиками их снабжает наркоман Гонза, получающий их от наркоторговцев, на которых хочет выйти госбезопасность. После смерти девушки Гонза, его жена и трое участников группы решают захватить самолёт чтобы добраться до Мюнхена. Милиция задерживает музыкантов в аэропорту, но Гонза всех переиграл — он едет с женой в аэропорт в другом городе; жена проносит оружие в пелёнках их грудной дочери, во время полёта Гонза тяжело ранит одного из пилотов. Они добираются до Мюнхена, а пилот умирает.

### 30 серия. Розы для Земана
Оригинальное название: Růže pro Zemana 

Продолжительность 92 минуты 

1973 год.

## В ролях
- Владимир Брабец — Ян Земан
- Рената Долежелова — Лида (первая жена Земана)
- Ярослава Обермайерова — Бланка (вторая жена Земана)
- Петр Олива — Карел Мутл
- Ладислав Мрквичка — Стейскал
- Йозеф Ветровец — Павласек
- Рудольф Елинек — Градец
- Милош Виллиг — Калина
- Франтишек Немец — Житни
- Эмиль Хорват (мл.) — Гайдош
- Ивана Адрлова — Лидушка (в подростковом возрасте)
- Павла Маршалкова — мать Земана
- Штефан Квиетик — Хорнак
- Регина Разлова — Ганка Бизова
- Радослав Брзбогаты — Павел Блага
- Йозеф Бек — Салаба
- Иржи Голы — Арнольд Гакл
- Роберт Врхота
- Иржи Адамира — Альберто Местрей

## Съёмочная группа
- Автор сценария:
  - Иржи Секвенс
  - Иржи Прохазка
- Режиссёр-постановщик: Иржи Секвенс
- Оператор-постановщик:
  - Вацлав Гануш
  - Йозеф Гануш
- Художник-постановщик: Карел Черны
- Композитор: Зденек Лишка
- Дирижёр Франтишек Белфин
- Тексты песен:
  - Владимир Сис
  - Иржи Секвенс
- Звукорежиссёр:
  - Эмиль Поледник
  - Иржи Кейр
- Режиссёр: Иржи Микетюк
- Операторы: Михал Кулич, Рудольф Йокл, Ян Квача
- Ассистенты:
  - режиссёра: Алеш Ярый, Гелена Роганова
  - художника: Иржи Матолин, Михал Кршка
- Художник по костюмам: Лида Новотна, Мария Кноткова
- Художник-гримёр: Ярослав Чермак
- Художник-декоратор: Карел Кочи
- Монтаж: Йозеф Валушиак
- Редактор: Алена Микетюкова
- Консультанты: Властислав Кроупа, Адольф Грубер, Франтишек Крумл, Йозеф Янурек
- Шеф-редактор: полковник Милослав Броунский
- Директор фильма: Йозеф Цисар

## Технические данные
- Производство: Чехословацкое телевидение
- Художественный фильм, тридцатисерийный, телевизионный, цветной

## Литературная первооснова
Майор Земан впервые появился как герой детективных повестей известных чешских авторов Ярослава Шикла и Олдржиха Железного. Повести эти, однако, были чисто «полицейскими детективами», без всякой политической подоплёки, а майор Земан выступал в них исключительно как криминалист. Подобного главного героя высшее партийное руководство сочло неприемлемым для фильма, который должен был нести высокую идеологическую нагрузку, сценарий должен был быть переписан. В качестве нового автора режиссёр Иржи Секвенс предложил известного писателя и редактора Иржи Прохазку, с которым к тому же его связывали дружеские отношения. После выхода фильма на экран Прохазка переработал литературный сценарий фильма в цикл детективных повестей и рассказов про майора Земана.

## «Майор Земан: пропаганда или преступление?»

Обложка книги «Майор Земан: пропаганда или преступление?»

В 2005 году в Праге вышла книга заместителя шеф-редактора Центра публицистических и документальных передач и образовательных программ Чешского телевидения Даниэля Ружички «Майор Земан: пропаганда или преступление?», посвященной истории возникновения и ходу съемок фильма. В книге широко использованы документы архивов Чехословацкого телевидения, Министерства внутренних дел ЧССР и Музея национальной литературы, а также свидетельства участников съемочного процесса. По мнению автора, сериал является одним из самых красноречивых свидетельств воздействия на творческую интеллигенцию Чехословакии так называемой «нормализации» — комплекса решительных мер, предпринятых режимом Густава Гусака в целях устранения последствий политических реформ, предпринятых во время Пражской весны. Съёмочный процесс стал примером беспрецедентного дотоле сотрудничества КПЧ и МВД ЧССР с Чехословацким телевидением и участниками съемочной группы, а фильм — ярким свидетельством того, как в условиях правящего режима художественное творчество скатывается на рельсы пропаганды и контрпропаганды. То, что сотворил коммунистический режим с творческой интеллигенцией — преступление, а творчество, оборачивающееся пропагандой, чему ярчайший пример «Тридцать случаев майора Земана» — свидетельство этого преступления. Такова позиция автора книги Даниэля Ружички.